# Bill Doggett
Bill Doggett (Philadelphia, 16 februari 1916 - New York, 13 november 1996) was een Amerikaanse jazz- en r&b-pianist/organist.

## Carrière
Op 9-jarige leeftijd werd Doggett door zijn moeder, een kerkpianiste, tot de muziek gebracht. Op 15-jarige leeftijd vervoegde hij zich bij een regionaal combo uit Philadelphia. Tijdens zijn highschool-periode trad hij op in plaatselijke theaters en clubs. Vanaf 1935 speelde hij bij verschillende bands, waaronder de band van Jimmy Gorham, waarbij hij kort voor zijn afscheid nog opklom tot orkestleider. Ondertussen had Doggett een eigen band geformeerd, die hij vanaf 1938 integreerde in de band van Lucky Millinder. Zijn opnamedebuut vond plaats in 1939 met Little Old Lady From Baltimore. Hij bleef bij Millinder als pianist tot eind 1941 en vertrouwde hem zijn eigen band toe. Een van zijn laatste opnamen was That's All uit november 1941. Begin 1942 begon Doggett als arrangeur en pianist voor The Ink Spots, waarbij hij bleef tot oktober 1944. Vanaf 1947 verving hij kortstondig de organist Wild Bill Davis bij Tympany Five van Louis Jordan. Doggett was te horen tijdens de beroemde opnamen van Saturday Night Fish Fry (september 1949) en  Blue Light Boogie (juli 1950). Vanaf juni 1951 speelde hij bij opnamesessies van Ella Fitzgerald ook regelmatig orgel, vanaf juni 1952 trad hij met zijn eigen orgel-overheersende trio op in de New Yorkse nachtclub Baby Grand.
Tot dan toe was de getalenteerde Doggett uitsluitend te horen op platen van andere artiesten. Dit veranderde in januari 1952, toen hij met zijn combo een platencontract tekende bij King Records. Zijn eerste opnamesessie was reeds voor 19 januari 1952 bepaald in New York, waarbij naast drie verdere opnamen ook de A-kant van zijn eerste single Big Dog ontstond. Zijn producent Henry Glover bewees geduld, want het duurde 19 singles, voordat het eerste hitsucces plaatsvond. In juni 1956 nam hij zijn eigen compositie Honky Tonk pt. 1 / Honky Tonk pt. 2 op, een orgel-benadrukte en sterk gewijzigde instrumentale opname, die na publicatie in augustus 1956 onverwachts de nummer 1-positie van de r&b-hitlijst haalde en daar tien weken bleef. De song werd met een plaatverkoop van vier miljoen exemplaren tot de meest omzetrijke hit van King Records gerekend en plaatste zich als #2 van de pophitlijst ook als goede cross-over.
Het temporijke orgelriff vormde in de live opgenomen song de basis voor staccato-solo's van de tenorsaxofonist Clifford Scott, die wederom werden verbonden door snelle gitaarakkoorden van Billy Butler. De navolgende single Slow Walk / Hand in Hand werd uitgebracht in december 1956 en plaatste zich in de r&b-hitlijst (#4). Ook in december 1956 herinnerde hij zich in de geluidsstudio aan Lucky Millinders compositie Ram-Bunk-Shush, die hij in maart 1957 in de r&b-hitlijst plaatste (#10). Een laatste grote hit was de in juni 1958 opgenomen song Hold It / Birdie, die zich ook plaatste in de r&b-hitlijst (#3).
In 1961 wisselde Doggett naar Warner Bros. Records, vervolgens naar Columbia Records en daarna naar ABC Records.
Tijdens de jaren 1970 vierde hij bij het jazzfestival in Nice een op enkele lp's bij het Franse Black-&-Blue Records gedocumenteerde comeback, die echter slechts van korte duur was.

## Overlijden
Bill Doggett overleed in november 1996 op 80-jarige leeftijd.

## Discografie
King Records
- 1951: Big Dog / Big Dog
- 1952: Mistreater / Early Bird
- 1953: Real Gone Mambo / No More in Life
- 1953: There’s No You / Easy
- 1954: Winter Wonderland / Christmas Song
- 1955: Street Scene / Oof!
- 1956: Honky Tonk Pt. 1 / Honky Tonk Pt. 2 (de single werd in 2006 opgenomen in de Blues Hall of Fame)
- 1956: Slow Walk / Hand In Hand
- 1956: Ram-Bunk-Shush / Blue Largo
- 1956: Leaps and Bounds Pt. 1 / Leaps And Bounds Pt. 2
- 1958: Hold It / Birdie
- 1958: Rainbow Riot Pt. 1 / Rainbow Riot Pt. 2
- 1978: Bill Doggett (Black & Blue) met Eddie Lockjaw Davis, Eddie Vinson, Milt Hinton, J.C. Heard

- Bibsys: 7076501
- Biblioteca Nacional de España: XX908610
- Bibliothèque nationale de France: cb138933293 (data)
- Gemeinsame Normdatei: 134360400
- International Standard Name Identifier: 0000 0000 7142 5947
- Library of Congress Control Number: n88681625
- MusicBrainz: b6d381bb-3642-455c-ab73-125ba1259b71
- Nationale Bibliotheek van Tsjechië: mzk2009544727
- Nationale bibliotheek van Australië: 62009342
- Nederlandse Thesaurus van Auteursnamen: 097282847
- Réseau des bibliothèques de Suisse occidentale: 02-A006411475
- SNAC: w6nz9kv1
- Système universitaire de documentation: 197998860
- Virtual International Authority File: 27251583
- WorldCat: E39PBJfmkrHxKg7RBy3RjB6kDq